# Monte Samorrè
Il monte Samorrè è una piccola collina del medio Appennino bolognese posta sul confine tra i comuni di Sasso Marconi e Pianoro: è noto per essere una delle più ambite mete dell'escursionismo ciclistico di Bologna e provincia. Dal capoluogo emiliano, distante circa 13 km, è possibile giungervi attraverso via San Mamolo e immettendosi in seguito nella strada provinciale n.37 che, dopo un percorso che offre ameni panorami dei colli bolognesi, raggiunge il santuario Pieve del Pino (326 m), posto sulle pendici di monte Samorrè; da esso si può godere di una panoramica completa della valle del fiume Reno prima di discendere verso Sasso Marconi.
Oltre a monte Samorrè (378 m), nelle immediate vicinanze si trova anche la cima denominata Poggio Pelizzano (335 m).